# Barbara Matić
Barbara Matić (3 de dezembro de 1994) é uma judoca croata. Foi medalhista de ouro nos Jogos Olímpicos de Verão de 2024 em Paris.
Matić conquistou seu primeiro título internacional no Campeonato Europeu Cadete de 2010 na categoria feminina de 63 kg e, posteriormente, competiu nos Jogos Olímpicos da Juventude de 2010, ganhando uma medalha de bronze na categoria feminina de 63 kg. Ela ficou em segundo lugar no Campeonato Europeu Sub-23 de 2012 na divisão feminina de 70 kg. Matić venceu o Campeonato Mundial Júnior de 2013 em Ljubljana e o Campeonato Europeu Júnior de 2013 em Sarajevo, ambos na divisão feminina de 70 kg. Ela manteve seu título mundial no Campeonato Mundial Júnior de 2014 em Fort Lauderdale, enquanto ficou em segundo lugar no Campeonato Europeu Júnior de 2014 em Bucareste e ganhou sua primeira medalha no Campeonato Europeu ao terminar em terceiro lugar no Campeonato Europeu de 2014 em Montpellier.
Matić fez sua estreia nos Jogos Olímpicos nas Olimpíadas de Verão de 2016 no Rio de Janeiro. Ela ganhou medalhas de bronze no Campeonato Europeu de 2017 em Varsóvia e nos Jogos Europeus de 2019 em Minsk. Matić competiu nas Olimpíadas de Verão de 2020 em Tóquio, ficando em quinto lugar na categoria feminina de 70 kg. Ela conquistou seu primeiro título mundial no Campeonato Mundial de 2021 em Budapeste, tornando-se a primeira croata a vencer um título sênior no judô. Matić defendeu com sucesso seu título no Campeonato Mundial de 2022 em Tashkent. Em 2023, ela ganhou medalhas de bronze no Campeonato Mundial em Doha e no Campeonato Europeu em Montpellier.
Matić conquistou o título de campeã europeia no Campeonato Europeu de 2024 em Zagreb. Ela ganhou a medalha de ouro nas Olimpíadas de Verão de 2024 na categoria feminina de 70 kg, tornando-se a primeira croata a ganhar uma medalha de ouro olímpica no judô, além de ser uma das porta-bandeiras da Croácia durante a cerimônia de abertura.
Matić é a irmã mais velha da também judoca, campeã olímpica da juventude e campeã mundial júnior Brigita Matić.